# سكرين جيمز
سكرين جيمز (بالإنجليزية: Screen Gems)‏ هي شركة إنتاج أفلام، وإنتاج تلفزيوني أمريكية، تأسست في 1933، يقع مقرها في كولفر سيتي.

## روابط خارجية
- سكرين جيمز على موقع IMDb (الإنجليزية)